# Parênteses de Poisson

## Definição
Os Parênteses de Poisson são uma operação matemática usada em mecânica clássica e teoria dos sistemas dinâmicos para descrever a evolução temporal de uma função que depende de variáveis dinâmicas (posição e momento). Eles são definidos como:
Onde {\displaystyle f} e {\displaystyle g} são funções de coordenadas generalizadas {\displaystyle q_{i}} e seus momentos conjugados {\displaystyle p_{i}}.

## Propriedades algébricas
Os colchetes de Poisson possuem as seguintes propriedades algébricas:
- (P1) Anticomutarividade: {\displaystyle \{A,B\}=-\{B,A\}} donde {\displaystyle \{A,A\}=0};
- (P2) Linearidade: {\displaystyle \{aA+bB,C\}=a\{A,C\}+b\{B,C\}}, sendo {\displaystyle (a,b)} constantes em {\displaystyle (q_{i},p_{i})};
- (P3) Regra da Cadeia: {\displaystyle \{AB,C\}=A\{B,C\}+\{A,C\}B\Rightarrow \{A,BC\}=\{A,B\}C+B\{A,C\}} ;
- (P4) Identidade de Jacobi: {\displaystyle \{u,\{v,w\}\}+\{v,\{w,u\}\}+\{w,\{u,v\}\}=0}

Com essas propriedades, podemos definir os Parênteses de Poisson fundamentais:
Esse conjunto de propriedades dos Parênteses de Poisson fundamentais, juntamente as propriedades (P1) até (P4)  tornam possível em uma gama muito vasta de casos, efetuar o cálculos por métodos puramente algébricos.

## Exemplos
Dentre as diversas aplicações das definições e cálculos dos parênteses de Poisson em Mecânica Clássica, uma que se destaca são as relações entre as componentes do momento angular e o quadrado do vetor momento angular. Faremos o primeiro citado, para isso, vamos partir da seguinte definição:
Sendo assim, caso seja necessário escrever uma única componente do vetor momento angular, podemos lançar mão da notação indicial:
Onde {\displaystyle \epsilon _{ijk}} é o símbolo de Levi-Civita e {\displaystyle r_{j},p_{k}} são componentes quaisquer do vetor posição e do momento linear, com isso, podemos inicialmente calcular {\displaystyle \{L_{i},L_{j}\}} da seguinte forma:
Podemos então trabalhar o ultimo parêntesis para proceder com o cálculo
Mas podemos efetuar uma segunda simplificação, usando as propriedades (P1) até (P4) e os parênteses de Poisson fundamentais
Finalmente, fazendo a substituição dessas expressões
Neste ponto, podemos aplicar a seguinte propriedade dos símbolos de levi-civita
E as multiplicações tomam a seguinte forma
Somando esses termos simplificados
Mas {\displaystyle p_{b}r_{b}} e {\displaystyle p_{a}r_{a}} são quantidades matematicamente iguais, sendo assim, podemos ignorar a parcela multiplicada pelo delta de kronecker pois essa é identicamente nula em todos os casos. A expressão já simplificada toma a seguinte forma:
Com algumas manipulações de índices, esse resultado pode ser escrito na forma final

## Equações de Hamilton
Artigo principal: equações de Hamilton.
As equações de movimento de Hamilton têm uma expressão equivalente em termos dos parênteses de Poisson. Isso pode ser demonstrado mais diretamente em um sistema de coordenadas explícito. Suponha que {\displaystyle f(p,q,t)} é uma função na variedade de trajetória da solução. Então, aplicando a regra da cadeia para mais de uma variável, {\displaystyle {\frac {d}{dt}}f(p,q,t)={\frac {\partial f}{\partial q}}{\frac {dq}{dt}}+{\frac {\partial f}{\partial p}}{\frac {dp}{dt}}+{\frac {\partial f}{\partial t}}.}
Além disso, pode-se tomar {\displaystyle p=p(t)} e {\displaystyle q=q(t)} ser soluções para as equações de Hamilton em termos dos parênteses de Poisson, isto é, {\displaystyle {\begin{cases}{\dot {q}}={\frac {\partial H}{\partial p}}=\{q,H\};\\{\dot {p}}=-{\frac {\partial H}{\partial q}}=\{p,H\}.\end{cases}}}Então,{\displaystyle {\begin{aligned}{\frac {d}{dt}}f(p,q,t)&={\frac {\partial f}{\partial q}}{\frac {\partial H}{\partial p}}-{\frac {\partial f}{\partial p}}{\frac {\partial H}{\partial q}}+{\frac {\partial f}{\partial t}}=\{f,H\}+{\frac {\partial f}{\partial t}}~.\end{aligned}}}

## Parênteses de Poisson e a Mecânica Quântica
Os colchetes de Poisson são extremamente importantes devido ao papel que desempenham na transição da teoria clássica para a quântica. O procedimento conhecido como quantização canônica consiste essencialmente em associar um operador autoadjunto {\displaystyle {\widehat {A}}} a cada variável dinâmica fundamental {\displaystyle A(q,p,t)} de tal forma que o comutador de quaisquer dois desses operadores seja o operador associado aos parênteses de Poisson das variáveis dinâmicas correspondentes multiplicados por {\displaystyle i\hbar }. Na equação do movimento de Heisenberg da mecânica quântica, um operador {\displaystyle {\widehat {O}}} satisfaz:
{\displaystyle {\begin{aligned}{\frac {d}{dt}}{\widehat {O}}_{H}&={\frac {1}{i\hbar }}\left[{\widehat {O}}_{H},H\right]+{\frac {\partial {\widehat {O}}_{H}}{\partial t}}~,\end{aligned}}}
Onde {\displaystyle [{\widehat {A}},{\widehat {B}}]={\widehat {A}}{\widehat {B}}-{\widehat {B}}{\widehat {A}}} é o comutador. 
A similaridade entre esta equação e a de Hamilton fica evidente: 
{\displaystyle {\begin{aligned}{\frac {dF}{dt}}&=\{F,H\}+{\frac {\partial F}{\partial t}}\end{aligned}}}
A mecânica formulada na linguagem dos parênteses de Poisson é o clássico análogo da teoria quântica na imagem de Heisenberg, com os parênteses de Poisson clássico correspondendo ao comutador quântico dividido por {\displaystyle i\hbar }. Esta correspondência é possível e consistente porque o comutador quântico tem as mesmas propriedades algébricas que o parêntese de Poisson clássico. A regra de quantização que faz {\displaystyle i\hbar \{A,B\}} corresponder a {\displaystyle [{\widehat {A}},{\widehat {B}}]} foi descoberta por Dirac em 1926 (van der Waerden, 1967). Vale a pena notar que, sob hipóteses razoáveis, tal correspondência entre variáveis dinâmicas clássicas e operadores quânticos não pode ser válida para todas as variáveis dinâmicas (Abraham e Marsden, 1978; Teorema 5.4.9).